# Titanosauriformes
Die Titanosauriformes sind eine Gruppe sauropoder Dinosaurier, welche die Brachiosauridae, die Titanosauria sowie einige ursprüngliche Formen wie Euhelopus mit einschließt. Sie werden zusammen mit Camarasaurus und verwandten Formen innerhalb der Gruppe Macronaria klassifiziert. 
Der möglicherweise älteste Vertreter der Titanosauriformes ist Lapparentosaurus aus dem Mitteljura (Bathonium, vor etwa 168,3 Millionen Jahren) – die Einordnung dieser Gattung innerhalb der Titanosauriformes ist jedoch lediglich vorläufig. Die Titanosauria als letzte Gruppe der Titanosauriformes starben erst an der Kreide-Tertiär-Grenze vor 66 Millionen Jahren zusammen mit allen anderen Nichtvogel-Dinosauriern aus. Fossilien wurden weltweit gefunden, mit Ausnahme Antarktikas.

## Merkmale

### Allgemeines
Die Gliedmaßen ursprünglicher Titanosauriformes wie Brachiosaurus und Euhelopus waren länger als bei anderen Sauropoden. Zudem waren die Vorderbeine relativ zu den Hinterbeinen deutlich verlängert, was unter anderem einen einem verlängerten Mittelfuß geschuldet ist. Bei  Brachiosaurus waren die Vorderbeine sogar länger als die Hinterbeine. Dank dieser Anpassungen befand sich die Schulter in einer größeren Höhe, was die maximale Weidehöhe erhöhte. Diese ursprünglichen Titanosauriformes könnten daher auf höher gelegene Nahrungsquellen spezialisiert gewesen sein – im Gegensatz zu den Diplodocoidea, die kurze Vorderbeine und damit eine tiefer sitzende Schulter zeigten, was wahrscheinlich bedeutet, dass diese Sauropoden hauptsächlich niedrig wachsende Vegetation aufnahmen. Während Brachiosaurus und Euhelopus in der Vergangenheit oft mit einem giraffenartigen, nahezu vertikal ausgestreckten Hals rekonstruiert wurden, vermutet eine neuere Studie, dass der Hals in neutraler Position annähernd waagerecht gehalten wurde. Bei abgeleiteteren (moderneren) Titanosauriformes, den Titanosauriern, waren die Gliedmaßen insgesamt verkürzt und wesentlich robuster.
Innerhalb der Titanosauriformes zeigt sich der Trend hin zu einer weiteren Beinstellung. So ist beispielsweise der Oberschenkelknochen (Femur) abgeleiteter Titanosaurier um etwa 10° nach außen abgespreizt, während dieser Knochen bei anderen Sauropodengruppen senkrecht ausgerichtet war. Diese Entwicklung lässt sich auch anhand von fossilen Fährtenfolgen erkennen: So lassen sich Fußspuren von Sauropoden in zwei Gruppen einteilen – den „schmalspurigen“ Typ, Parabrontopodus, der wahrscheinlich die ursprüngliche Konstellation primitiverer Sauropodengruppen zeigt, sowie den „breitspurigen“ Typ, Brontopodus, der die Konstellation vor allem bei Titanosauriern und evtl. anderen Macronariern zeigt. Erste Anpassungen auf eine weitere Beinstellung finden sich bereits bei Brachiosaurus.

### Synapomorphien
Die Titanosauriformes lassen sich durch verschiedene, gemeinsam abgeleitete Merkmale (Synapomorphien) von anderen Gruppen abgrenzen. Das Vorhandensein oder Nichtvorhandensein dieser Merkmale entscheidet darüber, ob eine Gattung innerhalb der Titanosauriformes klassifiziert wird oder nicht. Gemeinsam abgeleitete Merkmale finden sich zum Beispiel bei den Wirbelbögen der mittleren Schwanzwirbel, die auf der vorderen Hälfte der Wirbelkörper positioniert waren. Bei allen anderen Sauropoden sowie bei den Theropoden befinden sich die Wirbelbögen mittig auf den Schwanzwirbeln. Des Weiteren war die Kralle des ersten Fingers entweder reduziert oder fehlte ganz, wie bei den meisten Titanosauria. Weitere wichtige gemeinsam abgeleitete Merkmale finden sich in den Beckenknochen: So stand der vordere (anteriore) Fortsatz (pubic peduncle) an der Unterseite des Darmbeins (Ilium) senkrecht auf der Achse des Kreuzbeins (Sakrum). Das Darmbein zeigte in der vorderen (präacetabularen) Hälfte einen vergrößerten und nach oben gerichteten keulenartigen Kamm, der dazu führte, dass das Darmbein seinen höchsten Punkt in der vorderen Hälfte zeigte, und nicht unmittelbar über der Gelenkpfanne (Acetabulum), wie bei ursprünglicheren Sauropoden. Der Oberschenkelknochen zeigt auf seiner oberen Hälfte einen großen, seitlichen Buckel.

## Systematik

### Definition
Das Taxon Titanosauriformes wurde 1997 von Leonardo Salgado und Kollegen aufgestellt. Diese Autoren definieren die Titanosauriformes als knotenbasiertes Taxon (node-based definition), das den letzten gemeinsamen Vorfahren von Brachiosaurus brancai, Chubutisaurus insignis und den Titanosauria sowie alle Nachfahren dieses Vorfahren mit einschließt. Paul Sereno (1998, 2005) schlägt eine neue Definition vor, welche lediglich die gut bekannten Referenzgattungen Saltasaurus und Brachiosaurus verwendet. Nach dieser Definition schließen die Titanosauriformes den letzten gemeinsamen Vorfahren von Brachiosaurus brancai und Saltasaurus loricatus sowie alle Nachfahren dieses Vorfahren mit ein.

### Äußere Systematik
Die Titanosauriformes werden innerhalb der Gruppe Macronaria klassifiziert. Einige Autoren führen eine weitere, der Titanosauriformes übergeordnete Gruppe innerhalb der Macronaria, die Camarasauromorpha. Die Macronaria bilden zusammen mit den Diplodocoidea (Diplodocidae, Dicraeosauridae und Rebbachisauridae) die Gruppe Neosauropoda.
Die folgende Systematik wurde vereinfacht nach Upchurch und Kollegen, 2004:
|  | Barapasaurus |
|  |              |
|  | Cetiosaurus  |
|  |              |

|            | Diplodocoidea                                                      |
|            |                                                                    |
| Macronaria | \| \| Camarasaurus \| \| \| \| \| \| Titanosauriformes \| \| \| \| |
|            | \| \| Camarasaurus \| \| \| \| \| \| Titanosauriformes \| \| \| \| |
|            | Camarasaurus                                                       |
|            |                                                                    |
|            | Titanosauriformes                                                  |
|            |                                                                    |

|  | Camarasaurus      |
|  |                   |
|  | Titanosauriformes |
|  |                   |

|  | Barapasaurus |
|  |              |
|  | Cetiosaurus  |
|  |              |

|            | Diplodocoidea                                                      |
|            |                                                                    |
| Macronaria | \| \| Camarasaurus \| \| \| \| \| \| Titanosauriformes \| \| \| \| |
|            | \| \| Camarasaurus \| \| \| \| \| \| Titanosauriformes \| \| \| \| |
|            | Camarasaurus                                                       |
|            |                                                                    |
|            | Titanosauriformes                                                  |
|            |                                                                    |

|  | Camarasaurus      |
|  |                   |
|  | Titanosauriformes |
|  |                   |

|  | Barapasaurus |
|  |              |
|  | Cetiosaurus  |
|  |              |

|            | Diplodocoidea                                                      |
|            |                                                                    |
| Macronaria | \| \| Camarasaurus \| \| \| \| \| \| Titanosauriformes \| \| \| \| |
|            | \| \| Camarasaurus \| \| \| \| \| \| Titanosauriformes \| \| \| \| |
|            | Camarasaurus                                                       |
|            |                                                                    |
|            | Titanosauriformes                                                  |
|            |                                                                    |

|  | Camarasaurus      |
|  |                   |
|  | Titanosauriformes |
|  |                   |

|  | Barapasaurus |
|  |              |
|  | Cetiosaurus  |
|  |              |

|            | Diplodocoidea                                                      |
|            |                                                                    |
| Macronaria | \| \| Camarasaurus \| \| \| \| \| \| Titanosauriformes \| \| \| \| |
|            | \| \| Camarasaurus \| \| \| \| \| \| Titanosauriformes \| \| \| \| |
|            | Camarasaurus                                                       |
|            |                                                                    |
|            | Titanosauriformes                                                  |
|            |                                                                    |

|  | Camarasaurus      |
|  |                   |
|  | Titanosauriformes |
|  |                   |

### Innere Systematik
Die Titanosauriformes kann generell in zwei Gruppen geteilt werden, die Brachiosauridae, die unter anderem Brachiosaurus und Giraffatitan enthält, sowie die Titanosauria, der Gattungen wie Saltasaurus, Rapetosaurus oder Opisthocoelicaudia zugeschrieben werden. Einige Forscher führen zusätzliche Gruppen, die von vielen anderen Forschern jedoch nicht anerkannt werden. Darunter ist die Euhelopodidae, die Euhelopus umfassen soll, sowie die 2006 aufgestellte Huanghetitanidae, welche die Gattung Huanghetitan umfassen soll.
Sereno und Wilson (1998) beschrieben eine neue, übergeordnete Gruppe innerhalb der Titanosauriformes, die Somphospondyli, welche die Titanosauria sowie Euhelopus mit einschließen soll. Diese Gruppe wird jedoch von einigen Forschern nicht akzeptiert.
Folgende Systematik wurde vereinfacht nach Wilson (2002):
|                         | Malawisaurus                                                            |
|                         |                                                                         |
| Saltasauridae           | \| \| Opisthocoelicaudiinae \| \| \| \| \| \| Saltasaurinae \| \| \| \| |
| Vorlage:Klade/Wartung/4 | \| \| Opisthocoelicaudiinae \| \| \| \| \| \| Saltasaurinae \| \| \| \| |
|                         | Opisthocoelicaudiinae                                                   |
|                         |                                                                         |
|                         | Saltasaurinae                                                           |
|                         |                                                                         |

|  | Opisthocoelicaudiinae |
|  |                       |
|  | Saltasaurinae         |
|  |                       |

|                         | Malawisaurus                                                            |
|                         |                                                                         |
| Saltasauridae           | \| \| Opisthocoelicaudiinae \| \| \| \| \| \| Saltasaurinae \| \| \| \| |
| Vorlage:Klade/Wartung/4 | \| \| Opisthocoelicaudiinae \| \| \| \| \| \| Saltasaurinae \| \| \| \| |
|                         | Opisthocoelicaudiinae                                                   |
|                         |                                                                         |
|                         | Saltasaurinae                                                           |
|                         |                                                                         |

|  | Opisthocoelicaudiinae |
|  |                       |
|  | Saltasaurinae         |
|  |                       |

|                         | Malawisaurus                                                            |
|                         |                                                                         |
| Saltasauridae           | \| \| Opisthocoelicaudiinae \| \| \| \| \| \| Saltasaurinae \| \| \| \| |
| Vorlage:Klade/Wartung/4 | \| \| Opisthocoelicaudiinae \| \| \| \| \| \| Saltasaurinae \| \| \| \| |
|                         | Opisthocoelicaudiinae                                                   |
|                         |                                                                         |
|                         | Saltasaurinae                                                           |
|                         |                                                                         |

|  | Opisthocoelicaudiinae |
|  |                       |
|  | Saltasaurinae         |
|  |                       |

|                         | Malawisaurus                                                            |
|                         |                                                                         |
| Saltasauridae           | \| \| Opisthocoelicaudiinae \| \| \| \| \| \| Saltasaurinae \| \| \| \| |
| Vorlage:Klade/Wartung/4 | \| \| Opisthocoelicaudiinae \| \| \| \| \| \| Saltasaurinae \| \| \| \| |
|                         | Opisthocoelicaudiinae                                                   |
|                         |                                                                         |
|                         | Saltasaurinae                                                           |
|                         |                                                                         |

|  | Opisthocoelicaudiinae |
|  |                       |
|  | Saltasaurinae         |
|  |                       |